# Provincia de Kawachi
La provincia de Kawachi (河内国 Kawachi no kuni?) fue una antigua provincia japonesa, ubicada en la región de Kinki o Kansai. Su área coincide con la parte oriental de la actual prefectura de Osaka, aunque originalmente también incluía la parte suroccidental, que posteriormente formó la provincia de Izumi. Kawachi también era conocida como Kashū (河州?).
El 14 de septiembre de 1099 (27/8/1 según el calendario Kowa) se registró un terremoto que devastó la región.

## Desarrollo
La provincia de Kawachi se estableció en el siglo VII. El 11 de mayo de 716, los distritos de Ōtori, Izumi y Hine se separaron para formar la provincia de Izumi (和泉監, Izumi-gen). En diciembre de 720, los distritos de Katashimo (堅下郡, Katashimo-gun) y Katakami (堅上郡, Katakami-gun) se combinaron para convertirse en Ōagata (大縣郡, Ōagata-gun). El 15 de septiembre de 740, la provincia de Izumi se volvió a fusionar. El 30 de mayo de 757, esa zona se separó de nuevo para formar la provincia de Izumi (esta vez con la designación normal de kuni).
Bajo la administración de Dōkyō, se estableció Yuge-no-Miya (由義宮), tomando el nombre de Nishi-no-Miyako (西京, "Western Capital"); además, en 769 se suprimió la oficina de Kawachi kokushi y se estableció la estructura de administración especial de Kawachi shiki (河内職). Con la caída de Dōkyō, el sistema anterior se restableció al año siguiente.

## Capital
La capital de la provincia estaba en el distrito de Shiki, que se cree que estaba en Kouiseki (国府遺跡, "ruinas de la capital de la provincia") en Fujiidera, pero esto no se sabe con certeza. Es posible que se haya trasladado durante el período de Nara (ambos lugares estarían todavía dentro de la Fujiidera moderna). Sin embargo, en el Shūgaishō, la capital estaba en el distrito Ōagata. En el Setsuyōshū, el distrito de Tanboku fue mencionado como la sede.
Parece que no había ninguna oficina de shugo antes de la guerra de Jōkyū. Se desconoce dónde estaba la residencia original del shugo, pero después ésta se trasladó a las zonas de Tannan, Furuichi, Wakae y Takaya.

## Templos
En la época de Tenpyō se construyó un templo provincial para monjes; estaban en el moderno Kokubuhiganjō en Kashiwara, pero dejaron de utilizarse en algún momento del período de Nanboku-chō. De manera similar, uno para monjas también estaba cerca del mismo lugar, pero parece que estaba en ruinas por el período Heian.
El santuario Hiraoka fue designado como el principal santuario sintoísta (ichinomiya) de la provincia de Kawachi[2]. El santuario se encuentra en Higashiōsaka. Además, el santuario de Katano en Hirakata, está etiquetado como el "Santuario principal de Kashū" (河州一ノ宮, Kashū Ichi-no-Miya), pero puede ser una confusión en la que lo que una vez fue el santuario principal del municipio de Katano se confundió con el santuario principal de Kawachi.
Se dice que el santuario secundario era el Santuario Onji. Sin embargo, el hecho de tener la segunda mayor influencia en la Provincia de Kawachi no significa necesariamente que fuera un santuario secundario en el sistema de santuarios. El hecho de que se le llame el santuario secundario es también una innovación reciente.
No había santuarios de nivel inferior.
El sōja (sintoísta) era el Santuario Shiki-Agatanushi; hay una teoría que dice que este santuario se trasladó a donde estaba el terreno del sōja, y otra teoría que llegó a ser el sōja debido a su proximidad a la capital.